# Cladonia fimbriata
Cladonia fimbriata is a specie de lichen ce aparține familiei Cladoniaceae.